# Donald H. Layton
Donald H. Layton ist ein US-amerikanischer Bankmanager.

## Leben
Layton studierte Wirtschaftswissenschaften am Massachusetts Institute of Technology und an der Harvard University. 29 Jahre lang war er bis 2004 beim Bankunternehmen JPMorgan Chase beschäftigt, dessen Vizevorsitzender er in den letzten Jahren vor seinem Weggang war. Von 2012 bis 2019 leitete er die Hypothekenbank Freddie Mac.